# 烙鐵

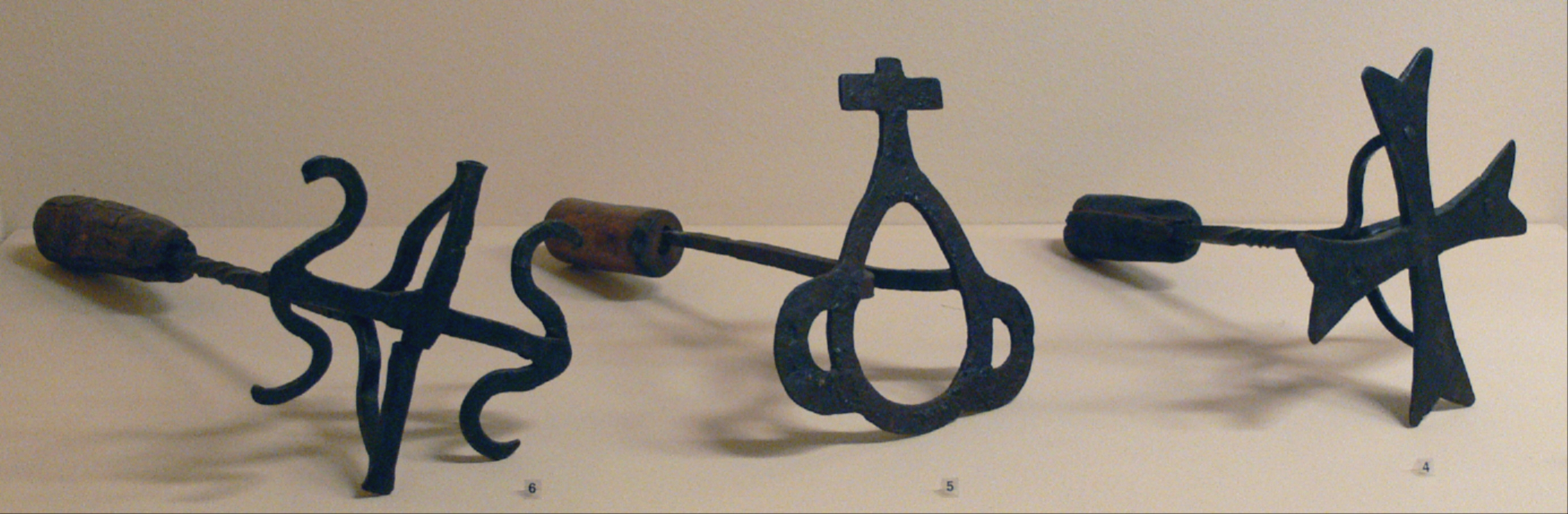
各式烙铁

烙铁（英語：Branding iron）是一种用于烙印的工具。通过将加热过且带有具体形状的金属压在某个物体或牲畜上，以留下识别标记，亦可能被用在奴隶身上。